# James Clark (roddare)
James Clark, född den 15 juli 1950, är en brittisk roddare.
Han tog OS-silver i åtta utan styrman i samband med de olympiska roddtävlingarna 1976 i Montréal.